# 国土社
株式会社国土社（こくどしゃ）は、日本の出版社。
長宗泰造（1901年 - 1986年）が創業。1929年厚徳社印刷所を現在の文京区に創業、1937年に出版部門の厚徳書院を設置すると、1946年に国土社を創立して1948年株式会社化し、社長となる。1951年雑誌『教育』を創刊、教育図書、児童図書の刊行に力を入れた。
雑誌『数学教室』『月刊社会教育』『理科教室』のほか、「世界の伝記」「ジュニア版世界の名作」『斎藤喜博全集』『筑波常治伝記物語全集』『現代日本童謡詩全集』などを刊行。
長宗の女婿鈴木正明が後継、のち鈴木理明、西村靖生、野村賢正、内田次郎が代表となったが、2015年会社更生法の適用を申請した。2018年1月に日本BS放送（BS11）の連結子会社となったと発表された。また同業の理論社も連結子会社とされたことも発表されている。

## 主な出版物
- 茂市久美子 [作]、山中冬児 [絵]『おちばおちばとんでいけ』8号〈[まほうの風]幼年どうわシリーズ〉、1991年。 NCID BN12446410。— ひろすけ童話賞
- せいの あつこ『ガラスの壁のむこうがわ』2016年。 NCID BB22000129。— 第28回読書感想画中央コンクール指定図書

### 主な全集
- 『ジュニア版世界の名作』— 1965年–1967年[13]
- 『筑波常治伝記物語全集』— 1968年–1982年[14]
- 『斎藤喜博全集』— 1969年–1984年[15]
- 『小学校社会科全集』— 1982年[16]
- 『子どもが飛びつく算数教材集』— 1年; 2年; 3年; 4年; 5年; 6年[17]
- 『現代日本童謡詩全集』— 2002年–2003年[18]

### 学校劇
- 日本学校劇連盟『学芸会の事典』1954年。 NCID BN1046040X。
- 日本学校劇連盟『日本学校劇名作全集』1954年。 NCID BN08377755。— 1954年12月–1955年10月（小学校1・2年用 , 小学校3・4年用 , 小学校5・6年用 , 中学校用）
- 日本学校劇連盟 [編]; 日本演劇教育連盟 [編]『学校劇』。 NCID AN00042303。— 第1号 (1954年10月)–第63号 (1959年12月)